# Santiago Ramos
Santiago Ramos Reynoso (Guadalajara, 26 gennaio 2004) è un pilota automobilistico messicano, attualmente impegnato in Formula 3.

## Carriera

### Primi anni in monoposto
Nel 2019, Ramos ha preso parte agli ultimi tre round della Formula 4 italiana. Nei due anni seguenti si è unito al team Jenzer Motorsport correndo nella serie italiana e facendo delle apparizioni nella Formula 4 spagnola dove a Spa-Francorchamps è riuscito a conquistare il suo primo podio in carriera. Nel 2022 il pilota messicano passa alla Formula Regional europea dove corse per due stagioni con i team KIC Motorsport e RPM. In questi due anni il suo miglior risultato è arrivato al Hungaroring grazie un ottimo terzo posto.

### Formula 3
Nel 2024 sale in Formula 3 correndo per il team italiano Trident. Durante la stagione come migliori risultati ha ottenuto una Pole position ad Imola e il secondo posto nella gara uno di Monza dietro Tim Tramnitz. L'anno seguente rimane in Formula 3 correndo per il team olandese, Van Amersfoort Racing. Nella prima gara stagionale a Melbourne il pilota messicano ottiene la sua prima vittoria in monoposto. Ad Imola ottiene la sua seconda vittoria stagionale in gara due, sopraggiungendo a Noah Strømsted e Rafael Câmara. 

## Risultati

### Riassunto della carriera
| Stagione | Serie                    | Team                         | Gare | Vittorie | Pole | G.V | Podio | Punti | Pos. |
| -------- | ------------------------ | ---------------------------- | ---- | -------- | ---- | --- | ----- | ----- | ---- |
| 2019     | Formula 4 italiana       | DR Formula con RP Motorsport | 9    | 0        | 0    | 0   | 0     | 0     | 41º  |
| 2020     | Formula 4 italiana       | Jenzer Motorsport            | 11   | 0        | 0    | 0   | 0     | 26    | 16º  |
| 2021     | Formula 4 italiana       | Jenzer Motorsport            | 15   | 0        | 0    | 0   | 0     | 15    | 22º  |
| 2021     | Formula 4 spagnola       | Jenzer Motorsport            | 3    | 0        | 0    | 0   | 1     | 31    | 15º  |
| 2022     | Formula Regional europea | KIC Motorsport               | 17   | 0        | 0    | 0   | 0     | 0     | 27º  |
| 2022     | Formula Regional europea | RPM                          | 2    | 0        | 0    | 0   | 0     | 0     | 27º  |
| 2023     | Formula Regional europea | RPM                          | 17   | 0        | 0    | 1   | 1     | 67    | 11º  |
| 2024     | Formula 3                | Trident                      | 20   | 0        | 1    | 1   | 0     | 44    | 16º  |
| 2025     | Formula 3                | Van Amersfoort Racing        | 15   | 2        | 0    | 1   | 3     | 48*   |      |

* Stagione in corso.

### Risultai in Formula Regional europea
(legenda) (Le gare in grassetto indicano la pole position) (Le gare in corsivo indicano Gpv)
| Stagione | Team                              | 1   | 2   | 3   | 4   | 5   | 6   | 7   | 8   | 9   | 10  | 11  | 12  | 13  | 14  | 15  | 16  | 17  | 18  | 19  | 20  | Punti | Pos. |
| -------- | --------------------------------- | --- | --- | --- | --- | --- | --- | --- | --- | --- | --- | --- | --- | --- | --- | --- | --- | --- | --- | --- | --- | ----- | ---- |
| 2022     | KIC Motorsport (1-18) RPM (19-20) | MNZ | MNZ | IMO | IMO | MCO | MCO | LEC | LEC | ZAN | ZAN | HUN | HUN | SPA | SPA | RBR | RBR | CAT | CAT | MUG | MUG | 0     | 27º  |
| 2022     | KIC Motorsport (1-18) RPM (19-20) | 25  | Rit | 32  | 19  | 23  | NQ  | 22  | 16  | 22  | 22  | 20  | 27  | 12  | Rit | 24  | 22  | 33  | 26  | 18  | 19  | 0     | 27º  |
| 2023     | RPM                               | IMO | IMO | CAT | CAT | HUN | HUN | SPA | SPA | MUG | MUG | LEC | LEC | RBR | RBR | MNZ | MNZ | ZAN | ZAN | HOC | HOC | 67    | 11º  |
| 2023     | RPM                               | 23  | 6   | Rit | 4   | 3   | 8   | 8   | 10  | 12  | 4   | Rit | 6   | 29  | Rit | 15  | 22  |     |     | 10  | NP  | 67    | 11º  |

### Risultati in Formula 3
(legenda) (Le gare in grassetto indicano la pole position) (Le gare in corsivo indicano Gpv)
| Anno | Team                  | 1   | 2   | 3   | 4   | 5   | 6   | 7   | 8   | 9   | 10  | 11  | 12  | 13  | 14  | 15  | 16  | 17  | 18  | 19  | 20  | Punti | Pos. |
| ---- | --------------------- | --- | --- | --- | --- | --- | --- | --- | --- | --- | --- | --- | --- | --- | --- | --- | --- | --- | --- | --- | --- | ----- | ---- |
| 2024 | Trident               | SAK | SAK | MEL | MEL | IMO | IMO | MON | MON | CAT | CAT | RBR | RBR | SIL | SIL | HUN | HUN | SPA | SPA | MNZ | MNZ | 44    | 16º  |
| 2024 | Trident               | 21  | 5   | 24  | 24  | 10  | 8   | 15  | 14  | 21  | 10  | 24  | 13  | 19  | 16  | 28  | 5   | 8   | 8   | 2   | 18  | 44    | 16º  |
| 2025 | Van Amersfoort Racing | AUS | AUS | SAK | SAK | IMO | IMO | MON | MON | CAT | CAT | RBR | RBR | SIL | SIL | SPA | SPA | HUN | HUN | MON | MON | 48*   |      |
| 2025 | Van Amersfoort Racing | 1   | 16  | Rit | 14  | 27  | 1   | Rit | 18  | 2   | Rit | 13  | 26  | 15  | 8   | 22  | C   |     |     |     |     | 48*   |      |

* stagione in corso.